# Auguste-Georges de Bade-Bade
Auguste-Georges de Bade-Bade (en allemand August Georg von Baden-Baden), né à Rastatt le 14 janvier 1706 et mort dans cette même ville le 21 octobre 1771, est le dernier margrave de Bade-Bade (Baden-Baden) de 1761 à 1771. Il succède à son frère Louis-Georges. Il appartient à la branche bernardine de la Maison de Bade, branche catholique qui s'éteint avec lui.

## Biographie
Auguste-Georges de Bade-Bade est le fils du fameux margrave Louis-Guillaume qui meurt dès 1707 et de Sibylle Augusta de Saxe-Lauenbourg.
La margravine exerce la régence et émet le souhait qu'en tant que cadet de sa famille, il entre dans les ordres. En 1726, il devient chanoine de la cathédrale de Cologne, puis en 1728, doyen du chapitre d'Augsbourg. Il quitte l'état ecclésiastique en 1730, avec l'autorisation du pape.
Le 7 décembre 1735, il épouse à Neuhaus (en Bohême), Marie Victoire d'Arenberg (1714-1793), fille du duc Léopold-Philippe d'Arenberg et de Marie-Françoise Pignatelli, princesse de Bisaccia et comtesse d'Egmont. Ce mariage est sans postérité.
La princesse se signale par sa charité ; elle fonde plusieurs écoles et lieux d'accueil pour les plus démunis.
Auguste-Georges de Bade-Bade succèda à son frère en 1761. Il instaure dans son margraviat un règlement scolaire, une assurance de feu, une caisse pour les veuves. À sa mort le margraviat de Bade-Bade revient, conformément au contrat de transmission (1535), au margrave Charles-Frédéric de Bade-Durlach (qui est protestant). La margravine douairière se retire à Ottersweier où elle fonde un couvent. Elle meurt en 1793.

## Sources
- Michel Huberty, Alain Giraud, F. Magdelaine et B. Magdelaine, L'Allemagne dynastique, t. VI : Bade-Mecklembourg. Familles alliées C-G, Le Perreux-sur-Marne, chez Alain Giraud, 1991, 530 p. (ISBN 978-2-901138-06-8), p. 70.